# Semiose
Semiose é um termo introduzido no contexto da semiologia e da semiótica por Charles Sanders Peirce, utilizado para designar o processo de significação, que consiste na produção de através de signos linguísticos, seus respectivos objetos e interpretações.

## Discussões teóricas
Peirce e Saussure estavam interessados em linguística, a qual examina a estrutura e o processo da linguagem. Reconhecendo, entretanto, que a linguagem é diferente ou mais abrangente que a fala, desenvolveram a ideia de semioses para relacionar linguagem com outros sistemas de signos, sejam estes de natureza humana ou não. 
Hoje, não há acordo doutrinário quanto à direção da relação de causa e efeito. Uma escola de pensamento considera a linguagem o protótipo da semiótica e seu estudo iluminaria princípios aplicáveis a outros sistemas de signos. A escola oposta defende a existência de um sistema metasigno, sendo a linguagem simplesmente um dos vários códigos para significação comunicante, citando como exemplo os meios pelos quais as crianças aprendem sobre seu ambiente mesmo antes de dominarem uma linguagem.
Qualquer que seja o ponto de vista, uma preliminar definição da semiose é qualquer ação ou influência para sentido comunicante pelo estabelecimento de relações entre signos que podem ser interpretados por alguma audiência.